# سار گونه‌سفید
سار گونه‌سفید (نام علمی: Sturnus cineraceus) نام یک گونه از تیره ساران است. این پرنده بومی شرق اسیاست. به آن سار خاکستری هم می‌گویند.